# 石潭镇 (清远市)
石潭镇，是中华人民共和国广东省清远市清新区下辖的一个乡镇级行政单位。2020年人口34863人。

## 行政区划
石潭镇下辖以下地区：
石潭社区、白湾社区、大坑村、雷坑村、大洛村、东联村、东安村、建民村、南楼村、联窖村、大围村、中所村、中和村、西安村、格水村、联合村、蒲坑村、大岩村、石湖村、白湾村、南安村和北安村。